# نارودنكي

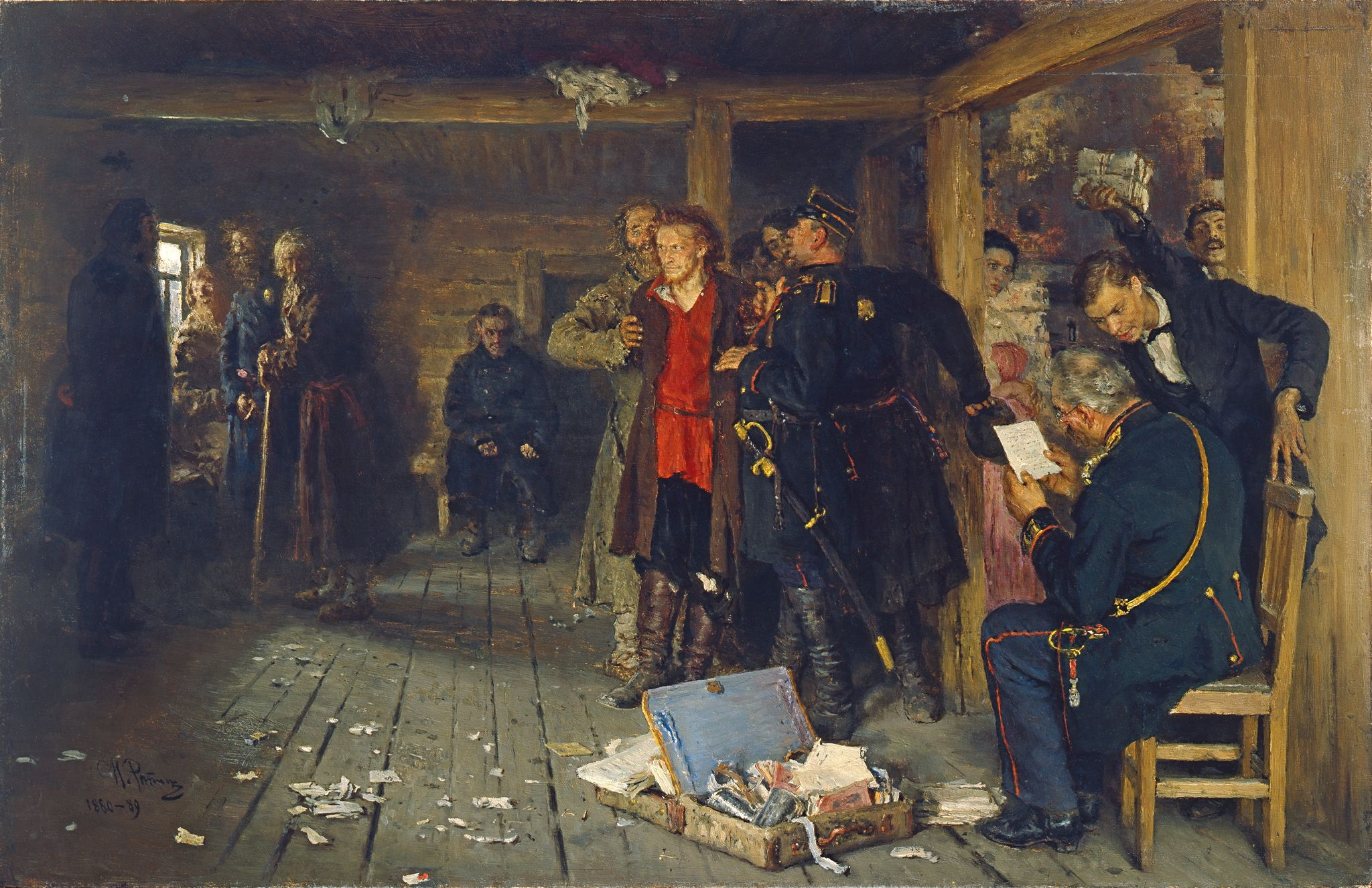

نارودنكي (بالروسية: народники) كانت حركة اجتماعية روسية من الطبقة الوسطى في ستينيات وسبعينيات القرن التاسع عشر. وكان أصحاب الحركة في نواح كثيرة من أسلاف الثوريين الاشتراكيين الذين أثروا في تاريخ روسيا في القرن العشرين. وقد كان المثقفون يشكلون معظم من شغل مناصب هذه الحركة، خصوصاً الذين قرأوا أعمال الكسندر هيرزن (1812-1870) ونيكولاي تشيرنيشيفسكي (1828-1889). في أواخر القرن التاسع عشر، أصبحت الرأسمالية والاشتراكية النظريات الأساسية للفكر السياسي الروسي. وأكثر الحجج الراسخة للنارودنكس ضد الرأسمالية كان اعتقادهم بأن ليس لها مستقبل في روسيا أو في أي بلد زراعي.

## فشل الحركة
كانت حركة النارودنكس مبادرة شعبية للانخراط مع الطبقات الريفية في روسيا في مناظرة سياسية من شأنها إسقاط حكومة القيصر في القرن التاسع عشر. خلافاً للثورة الفرنسية أو الربيع الأوروبي (ثورات 1848)، كان معظم النشاط يصب في المقام الأول من الأعضاء الأثرياء. كان هؤلاء الأعضاء عموماً معادين للرأسمالية، وكانوا يعتقدون أنه يمكنهم المساعدة في تحقيق ثورة اقتصادية وسياسية بين الريفيين من خلال تثقيفهم. فشل النارودنكس في سبعينيات القرن التاسع عشر في إشعال ثورة الفلاحين ضد الأوتوقراطية الروسية بسبب ما يلي:
- صنعوا صورة مثالية مخالفة للواقع لطبقة الفلاحين.
- كان هناك غياب في الوحدة داخل الحركة.
- لم يكن الفلاحين مرتبطين اقتصادياً وثقافياً مع النارودنكس.
- قمع الحكومة للحركة.